# Annika Langvad
Annika Langvad (Silkeborg, 22 de marzo de 1984) es una deportista danesa que compitió en ciclismo de montaña en la disciplina de campo a través; aunque también disputó carreras de ruta.
Ganó cinco medallas en el Campeonato Mundial de Ciclismo de Montaña, entre los años 2015 y 2018, y una medalla de plata en el Campeonato Europeo de Ciclismo de Montaña de 2016. Además, obtuvo siete medallas en el Campeonato Mundial de Ciclismo de Montaña en Maratón entre los años 2011 y 2018.

## Medallero internacional
| Campeonato Mundial | Campeonato Mundial           | Campeonato Mundial | Campeonato Mundial         |
| Año                | Lugar                        | Medalla            | Competición                |
| ------------------ | ---------------------------- | ------------------ | -------------------------- |
| 2015               | Vallnord (Andorra)           | Medalla de plata   | Campo a través por relevos |
| 2016               | Nové Město (República Checa) | Medalla de oro     | Campo a través             |
| 2017               | Cairns (Australia)           | Medalla de plata   | Campo a través por relevos |
| 2018               | Lenzerheide (Suiza)          | Medalla de plata   | Campo a través             |
| 2018               | Lenzerheide (Suiza)          | Medalla de bronce  | Campo a través por relevos |
| Campeonato Europeo |                              |                    |                            |
| Año                | Lugar                        | Medalla            | Competición                |
| 2016               | Huskvarna (Suecia)           | Medalla de plata   | Campo a través             |

| Campeonato Mundial | Campeonato Mundial           | Campeonato Mundial | Campeonato Mundial |
| Año                | Lugar                        | Medalla            | Competición        |
| ------------------ | ---------------------------- | ------------------ | ------------------ |
| 2010               | Sankt Wendel (Alemania)      | Medalla de bronce  | Campo a través     |
| 2011               | Montebelluna (Italia)        | Medalla de oro     | Campo a través     |
| 2012               | Ornans (Francia)             | Medalla de oro     | Campo a través     |
| 2014               | Pietermaritzburg (Sudáfrica) | Medalla de oro     | Campo a través     |
| 2015               | Val Gardena (Italia)         | Medalla de plata   | Campo a través     |
| 2017               | Singen (Alemania)            | Medalla de oro     | Campo a través     |
| 2018               | Auronzo (Italia)             | Medalla de oro     | Campo a través     |

## Palmarés
2010
- Campeonato de Dinamarca Contrarreloj

2011
- Campeonato de Dinamarca Contrarreloj

2013
- Campeonato de Dinamarca Contrarreloj

2018
- 3.ª en el Campeonato de Dinamarca Contrarreloj